# Sisačko-moslavačka županija
Sisačko-moslavačka županija je županija u središnjoj Hrvatskoj sa sjedištem u Sisku. Treća je najveća županija po površini.

## Administrativna podjela
Županija je podijeljena na 7 gradova i 12 općina. 

### Gradovi
- Glina
- Hrvatska Kostajnica
- Kutina
- Novska
- Petrinja
- Popovača
- Sisak

### Općine
- Donji Kukuruzari
- Dvor
- Gvozd
- Hrvatska Dubica
- Jasenovac
- Lekenik
- Lipovljani
- Majur
- Martinska Ves
- Sunja
- Topusko
- Velika Ludina

## Stanovništvo
Sisačko-moslavačka županija pripada području središnje Hrvatske, čija je značajka najveća gustoća industrijske izgrađenosti, zaposlenosti i proizvodnje, čiju osnovu čini grad Sisak koja pripada među jača gospodarska središta kontinentalne Hrvatske.
Prema popisu stanovništva iz 2021. na prostoru Županije živi 139.603 stanovnika. Gustoća je naseljenosti 31,25 stanovnika/km2;
| broj stanovnika | 168292 | 182656 | 186059 | 215675 | 235514 | 256207 | 248953 | 268287 | 234953 | 247482 | 255635 | 258643 | 255292 | 251332 | 185387 | 172439 | 139603 |
|                 | 1857.  | 1869.  | 1880.  | 1890.  | 1900.  | 1910.  | 1921.  | 1931.  | 1948.  | 1953.  | 1961.  | 1971.  | 1981.  | 1991.  | 2001.  | 2011.  | 2021.  |

## Zemljopis
| SisakPetrinjaGlinaKutinaPopovačaHrvatska KostajnicaNovskaJasenovacLekenikMartinska VesHrvatska DubicaDvorDonji KukuruzariVrginmostSunjaMajurTopuskoLipovljaniVelika Ludinaclass=notpageimage\| Razmještaj gradskih () i općinskih središta () na zemljovidu Sisačko-moslavačke županije |

Sisačko-moslavačka županija ima površinu od 4.463 km², te je po površini među najvećim županijama u Republici Hrvatskoj i zauzima oko 7,9 % kopnenog teritorija Republike Hrvatske. Obuhvaća istočni dio Korduna, hrvatski dio Banovine, istočno Pokuplje i Moslavine.
Središnjim i jugoistočnim dijelom županije dominira Odransko polje, Posavina i Lonjsko polje. Ovo je uglavnom močvaran i slabo naseljen kraj s gustim šumama, ali ujedno vrijedno stanište životinja i ptica. Na istoku i sjeveroistoku poplavne nizine prelaze u brežuljkast kraj Moslavine dok na samom sjeveroistoku županije dominira Moslavačka gora, s najvišim vrhom Humkom od 489 mnv.
Na sjeveru županije su niski obronci Vukomeričkih gorica koji su obrasli gustim šumama. Na sjeverozapadu je Pokuplje, dolina koja je nastala uz rijeku Kupu dok se probijala kroz bregovit krajolik.
Zapad županije je bregovit kraj ispresijecan dolinama manjih rijeka poput Gline i Velike Trepče. Teren je mješovit, izmjenjuju se brda obrasla šumama s poljoprivrednim zemljištem oko naselja. Ovaj dio Sisačko-moslavačke županije pogodila je izrazita depopulacija što je posljedica Domovinskog rata i okupacije. Ovim dijelom županije dominira grad Glina, kao jedino urbanizirano naselje. Na samom zapadu se uzdiže Petrova gora, s najvišim vrhom Velikim Petrovcem od 512 mnv.
Južno od Petrinje pa do granice s Bosnom i Hercegovino reljef je brežuljkast s dolinama Sunje i Petrinjčice. Više prema jugu, u trokutu između gradova Glina i Hrvatska Kostajnica te naselja, Dvor smjestila se Zrinska gora. Krajolik je tipičnim za kontinentalna niska gorja koja su rijetko naseljena. Cijela gora je obrasla gustim šumama. Dominantav vrh je Piramida (616 mnv), ujedno i najviši vrh županije.
Južno od Zrinske gore smjestila se dolina rječice Žirovnica utječe u Unu. Sama Una poput Kupe napravila je usku dolinu, Pounje, u kojoj je dominantan grad Hrvatska Kostajnica. Od značajnih naselja valja još izdvojiti Hrvatsku Dubicu.
Sisačko-moslavačka županija graniči s pet županija, a na jugu graniči sa susjednom državom Bosnom i Hercegovinom.
Županija obuhvaća najveći dio teritorija Sisačke biskupije, kojoj je na čelu msgr. dr. Vlado Košić.
Granične županije su:
- Karlovačka (zapad)
- Zagrebačka (sjever)
- Bjelovarsko-bilogorska (sjever; sjeveroistok)
- Požeško-slavonska (istok)
- Brodsko-posavska (jugoistok)

## Gospodarstvo
- Industrija Nafte Sisak – rafinerija
- ABS Sisak
- Termoelektrana Sisak
- Brodoremont Sisak – najveća riječna luka u RH
- Dunavski Llyod
- Segestica – proizvodnja alkoholnih pića
- MIP – Mlin i pekare Sisak
- Poduzetnički inkubator Sisak
- Herbos d.d. Sisak
- SISCIA – međunarodno priznata robna kuća
- Petrokemija Kutina
- Gavrilović Petrinja
- HiPP (ex Vivera) Glina
- SANO – Popovača

## Znamenitosti
- Park prirode Lonjsko polje
- Jezero Banova Jaruga
- Povijesna jezgra Grada Siska
- Europsko selo roda Čigoć

## Također pogledajte
- Sisak
- Sisačka biskupija
- Pokuplje
- Posavina

## Vanjske poveznice
- Službene stranice Sisačko-moslavačke županije
- Turistička zajednica Sisačko-moslavačke županije

|  | Portal Hrvatske – Pristup člancima s tematikom o Hrvatskoj. |